# Paul Janes
Paul Janes (* 11. März 1912 in Küppersteg, heute zu Leverkusen; † 12. Juni 1987 in Düsseldorf) war ein deutscher Fußballspieler. Der Abwehrspieler war einer der Spieler, die die Frühphase des deutschen Fußballs auf internationaler Ebene mitprägten. Mit 71 Länderspielen war Janes von 1941 bis 1970 deutscher Rekordnationalspieler.
Auf Vereinsebene spielte Janes mit kurzen Unterbrechungen für Fortuna Düsseldorf. Er gewann mit diesem Klub 1933 den deutschen Meistertitel und zählt zu den besten Spielern, die der Verein hatte.

## Spielerkarriere

### Vereine
Janes begann in seinem Heimatort als Elfjähriger beim Jahn Küppersteg 1914 mit dem Fußball und absolvierte eine Lehre zum Maurer. Beim Spiel zweier Firmenmannschaften wurde ein Verantwortlicher von Fortuna Düsseldorf auf Janes aufmerksam und holte ihn nach Düsseldorf.
Im März 1931 bestritt Janes mit 19 Jahren als rechter Läufer sein erstes Punktspiel für den rheinischen Verein und feierte im gleichen Jahr die westdeutsche Meisterschaft. Zu Janes’ Stärken zählten gutes Stellungsspiel, hervorragende Technik und ein unglaubliches Schussvermögen. 1933 gewann Janes mit der Fortuna die deutsche Meisterschaft, als Schalke 04 im Finale 3:0 besiegt wurde. Drei Jahre später erreichte Janes mit der Fortuna erneut das Finale um die nationale Meisterschaft, doch mussten sich die Fortunen dem 1. FC Nürnberg mit 2:1 knapp geschlagen geben.
Im Kreis seiner Mitspieler galt Janes als „großer Schweiger“. Viel Aufhebens machte er um seine Person nicht, und er hatte ganz einfache Erklärungen zum Fußball. Wie etwa für sein überragendes Kopfballspiel: „Man muss im richtigen Augenblick höher springen als der Gegner.“ Oder für seine Treffgenauigkeit bei Freistößen: „Die Lücke in der Mauer muss man natürlich sehen.“ Matthias Mauritz, ebenfalls eine Legende der Fortuna, erinnert sich an einen Janes-Elfmeter. Der Strafstoß sei so hart getreten gewesen, dass der Ball von der Querlatte ins Feld zurückgesprungen und erst jenseits der Mittellinie auf den Boden gefallen sei.
Der Zweite Weltkrieg unterbrach Janes’ Düsseldorfer Vereinskarriere. Er wurde zur Reichsmarine eingezogen, wo er Bademeister in Wilhelmshaven wurde, obwohl er nicht schwimmen konnte. Der Hintergrund hierfür war, dass er in Norddeutschland für Wilhelmshaven 05 Fußballspiele austragen sollte. Als Gastspieler kam Janes außerdem beim Hamburger SV, für den er in der Liga und im Pokal insgesamt 31 Spiele bestritt, sowie zu Beginn der Spielzeit 1942/43 bei Fortuna Glückstadt zum Einsatz. Nach Kriegsende kehrte er zu Fortuna Düsseldorf zurück, half beim Wiederaufbau der Mannschaft mit und spielte noch bis 1951 in der Oberliga West für die „Fortunen“, als er nach einem Fußbruch mit 39 Jahren seinen Abschied vom Fußball nahm.

### Nationalmannschaft
Bald war der Ausnahmeverteidiger ein Kandidat für die Nationalmannschaft und debütierte im Oktober 1932 für die DFB-Elf beim Länderspiel in Budapest gegen Ungarn (1:2). Allerdings konnte er sich nicht auf Anhieb einen Stammplatz sichern und musste ein Jahr auf seine nächste Nominierung warten.
Ab Ende 1933 spielte Janes regelmäßig in der Nationalelf und gehörte auch zum Aufgebot für die Weltmeisterschaft 1934 in Italien. Bei Deutschlands erster WM-Teilnahme drang die Mannschaft um Kapitän Fritz Szepan und Abwehrchef Paul Janes bis ins Halbfinale vor und sicherte sich nach einem 3:2 über Nachbar Österreich den dritten Platz.
Bei den Olympischen Spielen 1936 in Berlin, die für das deutsche Team enttäuschend verliefen, kam der Verteidiger nicht zum Einsatz.
Im Jahr darauf bildete Janes zusammen mit dem Aachener Reinhold Münzenberg das viel umjubelte Verteidigergespann der sogenannten „Breslau-Elf“, die Dänemark mit 8:0 besiegte. Die beiden agierten so überzeugend, dass sie für den Vergleich Westeuropa gegen Mitteleuropa berufen wurden, doch musste der Düsseldorfer wegen einer Verletzung auf den Einsatz verzichten.
Bei der WM 1938 in Frankreich gehörte Janes wieder zum Aufgebot, des nun als „Großdeutschland“ antretenden Nationalteams mit den Österreichern. Doch nach der Achtelfinalniederlage gegen die Schweiz musste die Mannschaft schon früh die Heimreise antreten. 1939 führte Janes in seinem 38. Länderspiel die Mannschaft erstmals als Kapitän auf das Spielfeld und schoss zudem sein erstes Länderspieltor. Auch nach seiner Einberufung zum Militär blieb Janes Stammspieler und Kapitän.
Beim 5:2-Sieg der Deutschen am 22. November 1942 in der Slowakei endete nach 71 Einsätzen nicht nur die Ära Janes in der Nationalelf, es war auch das letzte Länderspiel einer deutschen Mannschaft bis 1950. Als Trainer Sepp Herberger wieder eine Nationalmannschaft nominieren durfte, verzichtete er aus Altersgründen auf Janes und wollte um Fritz Walter eine neue Mannschaft aufbauen. Mit 71 Länderspielen (31-mal als Kapitän) war Janes von 1941 bis zum 9. September 1970 deutscher Rekordnationalspieler, ehe ihn Uwe Seeler ablöste. Sieben Treffer erzielte er in der Nationalelf – vier mit Freistößen, drei mit Elfmetern.

## Erfolge
- Deutscher Meister 1933

## Trainerkarriere
Schon vor dem Ende seiner Spielerkarriere schlug Janes die Trainerlaufbahn ein und war unter anderem für Fortuna Düsseldorf, TuRa Büderich, Eintracht Trier, SV Baesweiler 09 und die TSG Vohwinkel 80 tätig. Er hatte in seiner neuen Funktion jedoch nicht annähernd so großen Erfolg wie als Spieler und konnte sich daher auch nicht den Wunsch erfüllen, einmal Fußballlehrer des DFB zu werden.

## Sonstiges
1953 eröffnete der ehemalige Nationalspieler die Gaststätte „Sportlerklause Paul Janes“ in Leverkusen und zog sich mehr und mehr aus der Öffentlichkeit zurück, was sich nur noch zu runden Geburtstagen änderte. Fortuna Düsseldorf verlieh ihm die goldene und diamantene Ehrennadel, 1972 ernannte der Verein ihn zum Ehrenmitglied. Seine letzten Lebensjahre verbrachte er in Monheim am Rhein und starb 1987 an einem Herzinfarkt, als er auf dem Rückweg vom freitäglichen Frühschoppen in der Straßenbahn saß.
Das Stadion am Flinger Broich, in dem Fortuna Düsseldorf von 1930 bis 1972 seine Heimspiele ausgetragen hatte, wurde 1990 in Paul-Janes-Stadion umbenannt. Von 2002 bis 2005 spielte die Fortuna aufgrund des Neubaus der Arena sowie der niedrigeren Zuschauerzahlen in den unteren Ligen, denen der Verein zeitweilig angehörte, regelmäßig im Paul-Janes-Stadion.